# Standard (volymenhet)

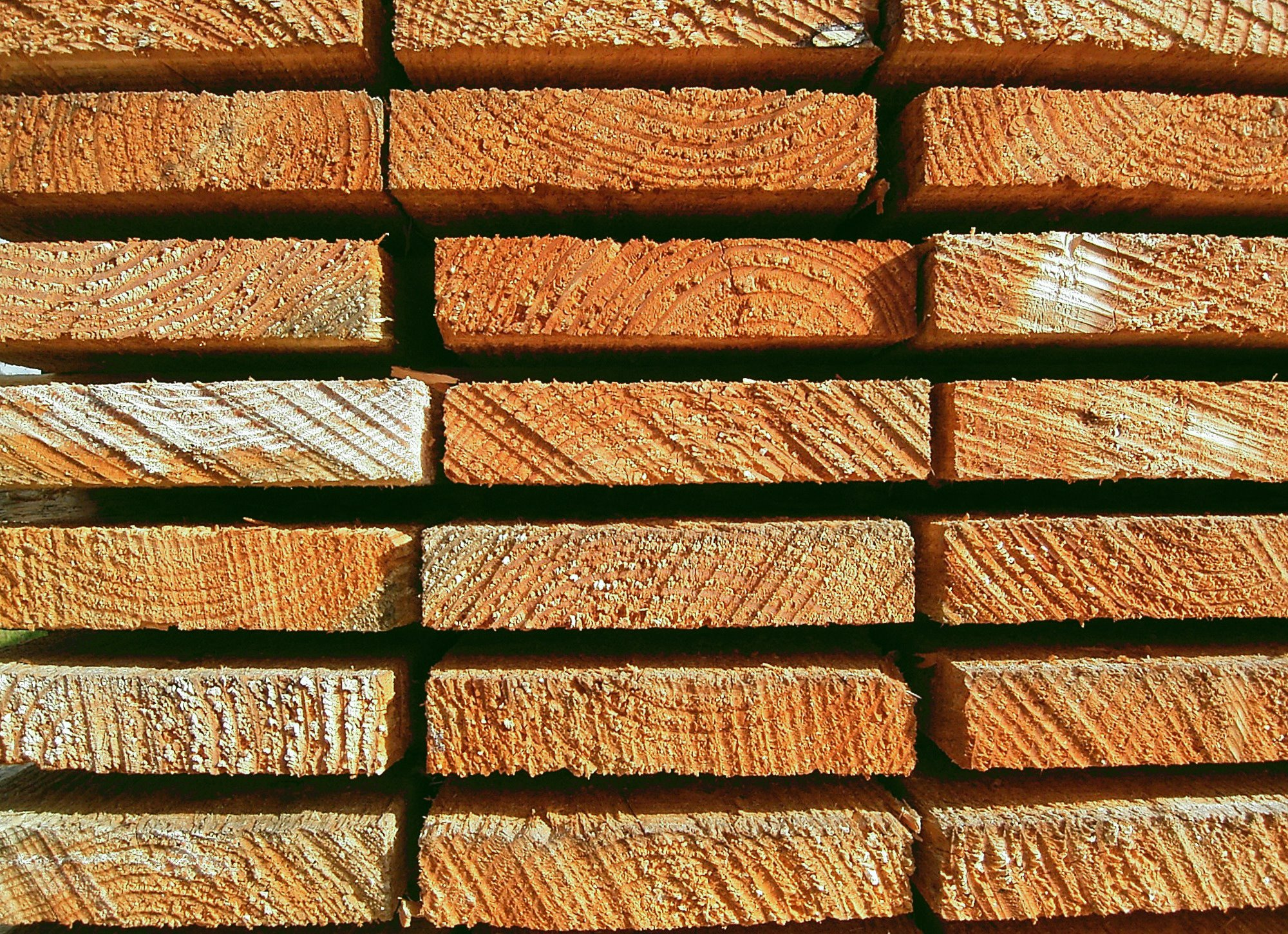
Sågat virke

En standard (plural standards, förkortat stds) var en volymenhet som i slutet av 1800-talet och början av 1900-talet användes för sågat virke som skulle fraktas med fartyg. Det har funnits olika standards, men i europeiska hamnar användes framför allt Petersburgsstandarden. Den varierade med virkessorterna så att ett fartyg alltid skulle rymma ungefär lika många standards, oberoende av vad som lastades. Följande volymer motsvarade en standard:
- Bräder och plank: 165 engelska kubikfot (4,672 kubikmeter)
- Fyrkantiga balkar: 150 engelska kubikfot (4,247 kubikmeter)
- Rundtimmer: 120 engelska kubikfot (3,397 kubikmeter)